# كلوستريديوم عديم الضرر
مطثية عديمة الضرر أو مطثية حميدة أو كلوستريديوم عديم الضرر (CLOIN) (الاسم العلمي: Clostridium innocuum) هي نوع من البكتيريا تتبع جنس المطثية من فصيلة نظيرات المطثية. هي بكتيريا موجبة غرام, لا هوائية, غير متحركة
تتكاثر بوساطة تشكيل الأبواغ.

## روابط خارجية
- (بالfr+en) مرجع موسوعة الحياة (EOL) : كلوستريديوم عديم الضرر
- Clostridium innocuum: Smith and King 1962  في المركز الوطني لمعلومات التقانة الحيوية (NCBI)
- UniProt. "Clostridium innocuum" (HTML). اطلع عليه بتاريخ 2011-01-27.
- Type strain of Clostridium innocuum at BacDive - the Bacterial Diversity Metadatabase